# The New Times (Russie)
Pour les articles homonymes, voir The New Times.
Pour l’article homonyme, voir Novoïé Vrémia.
The New Times (jusqu'en 2007, Novoïé Vrémia (en russe : Но́вое Вре́мя)) est un hebdomadaire russe fondé en 1943 et basé à Moscou. Sa rédactrice en chef est Evguenia Albats, scientifique et écrivaine russe.